# Барбарис обыкновенный
Барбари́с обыкнове́нный (лат. Bérberis vulgáris) — кустарники, вид рода Барбарис (Berberis) семейства Барбарисовые (Berberidaceae).

## Распространение и экология
Естественный ареал вида — Передняя Азия, Закавказье, Центральная, Восточная и Южная Европа.
В России произрастает в европейской части, преимущественно в лесостепной зоне, на Северном Кавказе. Вид включен в ботанический атлас растений Ленинградской области.
Растёт на опушках, склонах, лужайках; в горах доходит до 2000 м. Предпочитает светлые и сухие участки. Встречается также на меловых обнажениях и речных галечниках.
Размножается семенами и вегетативно.
Барбарис обыкновенный (как и ряд других видов) является промежуточным хозяином ржавчинного грибка Puccinia graminis, вызывающего стеблевую (линейную) ржавчину зерновых культур. В связи с этим выращивание барбариса вблизи хлебов недопустимо.

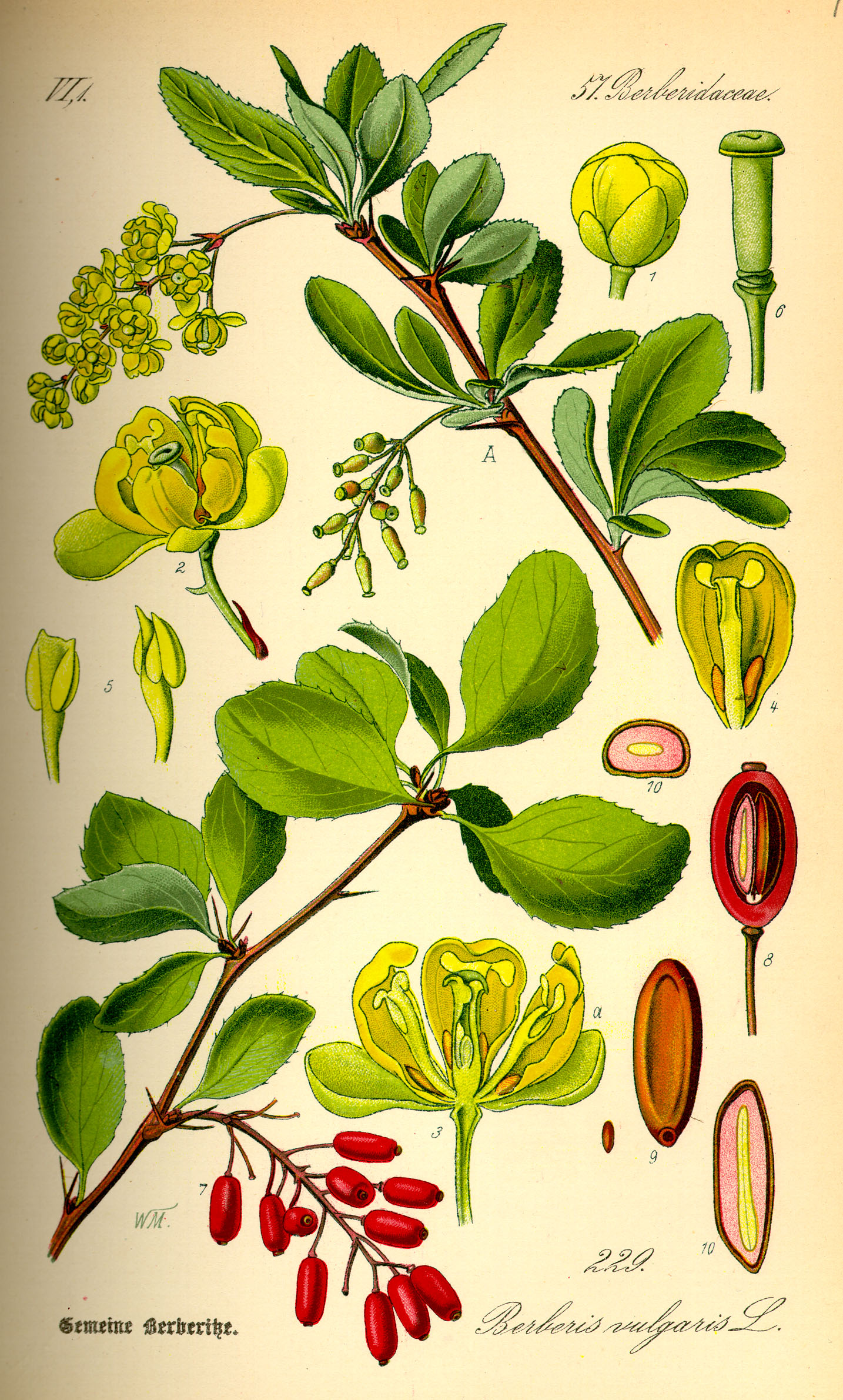

## Ботаническое описание
Барбарис обыкновенный — высокий (до 2,5 м), сильно ветвистый, колючий кустарник с ползучими, одревесневающими корневищами. Кора снаружи светло-бурая, внутри тёмно-жёлтая. Побеги гранистые, прямостоящие, желтоватые или желтовато-пурпурные, позднее беловато-серые.
Почки длиной до 1 мм, острые, голые, окружённые расширенными остающимися влагалищами листьев. На укороченных побегах развиваются нормальные листья, на удлинённых вместо листьев — колючки. Листья — очерёдные тонкие, обратнояйцевидные или эллиптические, длиной до 4 см, шириной 2 см, к основанию клиновидно суженные, с закруглённой, реже несколько заострённой верхушкой, мелко- и остро-зубчато-пильчатые, на коротких черешках. Колючки в числе трёх—пяти, обычно трёх-, реже пятираздельные, длиной 1—2 см.
Кисти 15—25-цветковые, длиной до 6 см. Цветки — жёлтые, диаметром 6—9 мм. Каждый цветок имеет по шесть обратнояйцевидных чашелистиков и лепестков. Кисть состоит из 15—25 цветков. В основании цветка — ярко-оранжевые нектарники. Пестик один, тычинок шесть, супротивных лепесткам. Завязь верхняя, одногнёздная с сидячим головчатым рыльцем.
Формула цветка: {\displaystyle \ast K_{3+3}\;C_{3+3}\;A_{\infty }\;G_{1}}.
Плод — ягода, продолговато-эллиптическая, ярко-красная или пурпурная, длиной до 12 мм, имеет кислый вкус. Семена длиной 4—7 мм, несколько сплюснутые и суженные в верхней части. В 1 кг 83,3 тысяч семян; вес 1 тысячи семян 11—13 г.
Цветёт в апреле — мае. Плоды созревают в сентябре — октябре.

## Хозяйственное значение и применение
Широко культивируется в садах и на дачных участках. Примечателен красивой округлой формой кроны, массовым цветением в течение почти трёх недель. Особенно декоративен осенью, в плодах. Пригоден для создания труднопроходимых живых изгородей, в том числе стриженых.
Ценное пищевое растение. В пищу употребляют зрелые плоды. Сушёные молотые или истолчённые плоды барбариса — ошибочно называемые сумахом — используют как приправу для мясных блюд и супов из бобовых. Для промышленной переработки используются в основном ягоды бессемянной разновидности (Berberis vulgaris var. asperma). Молодые листья используют вместо щавеля в зелёных щах. Известен барбарисовый ликёр.
Зрелые плоды с квасцами окрашивают в розовый цвет шерсть, лён и бумагу, корни — в жёлтый цвет шерсть и кожу.
Древесина твёрдая, с широкой ярко-жёлтой заболонью, употребляется для изготовления сапожных гвоздей и на токарные изделия.
Медонос. Мёд из барбариса золотисто-жёлтого цвета, приятного аромата и нежного сладкого вкуса. Нектаропродуктивность 60—80 кг/га, по другим данным 200 кг/га. Пчёлы и шмели работают до поздних сумерек. В теплую погоду продуктивность нектара одним цветком 0,05 мг, в сухую 0,02 мг.

### Лекарственное применение
Как лекарственное растение известен с древних времён, в Древнем Вавилоне и Древней Индии.
Все части растения содержат изохинолиновые алкалоиды, главный из которых берберин, а листья — витамины C, E, каротиноиды, органические кислоты (яблочную, лимонную, виннокаменную), минеральные соли, а в период плодоношения — эфирное масло. В коре корней содержится также пальматин, колумбамин, ятроррицин и оксиакантин).
Лекарственным сырьём являются лист (лат. Folium Berberidis) и корень (Radix Berberidis) барбариса обыкновенного. Листья заготавливают во время бутонизации и цветения; корни — ранней весной до распускания почек или осенью после созревания плодов.
Настойка листьев барбариса обладает кровоостанавливающим (повышает свёртываемость крови) и желчегонным действием. Препараты барбариса стимулируют сокращение мускулатуры, суживают сосуды отдельных органов, вызывают понижение тонуса жёлчного пузыря, обладают болеутоляющим и противовоспалительным действием. Берберин, выделяемый из барбариса, изучается как возможное лекарство при лечении заболеваний жёлчного пузыря (хронический рецидивирующий холецистит, дискинезия жёлчного пузыря), а также некоторых злокачественных опухолей.
В народной медицине барбарис используется как кровоостанавливающее средство, а также при заболеваниях почек, печени, мочевых путей, а также как потогонное. Экстракт из листьев барбариса известен как кровоостанавливающее средство при женских заболеваниях.

## Классификация

### Таксономия[13]
Berberis vulgaris L., 1753, Sp. Pl. : 330
Вид Барбарис обыкновенный относится к роду Барбарис семейства Барбарисовые (Berberidaceae) порядка Лютикоцветные (Ranunculales). Кладограмма в соответствии с Системой APG IV по состоянию на июнь 2023 года:
|  |                                      |  |                                   |                                   |                        |  | ещё 6 семейств | ещё 6 семейств |                       |  |                         |  | еще 627 подтвержденных видов и 233 таксона, ожидающих подтверждения | еще 627 подтвержденных видов и 233 таксона, ожидающих подтверждения |  |
|  |                                      |  |                                   |                                   |                        |  | ещё 6 семейств | ещё 6 семейств |                       |  |                         |  | еще 627 подтвержденных видов и 233 таксона, ожидающих подтверждения | еще 627 подтвержденных видов и 233 таксона, ожидающих подтверждения |  |
|  |                                      |  |                                   | порядок Лютикоцветные             |                        |  |                |                | род Барбарис          |  |                         |  |                                                                     |                                                                     |  |
|  |                                      |  |                                   | порядок Лютикоцветные             |                        |  |                |                | род Барбарис          |  | 3 внутривидовых таксона |  |                                                                     |                                                                     |  |
|  | отдел Цветковые, или Покрытосеменные |  |                                   |                                   | семейство Барбарисовые |  |                |                | Барбарис обыкновенный |  |                         |  |                                                                     |                                                                     |  |
|  | отдел Цветковые, или Покрытосеменные |  |                                   |                                   |                        |  |                |                |                       |  |                         |  |                                                                     |                                                                     |  |
|  |                                      |  | ещё 63 порядка цветковых растений | ещё 63 порядка цветковых растений |                        |  |                | ещё 12 родов   | ещё 12 родов          |  |                         |  |                                                                     |                                                                     |  |
|  |                                      |  |                                   | ещё 63 порядка цветковых растений |                        |  |                |                | ещё 12 родов          |  |                         |  |                                                                     |                                                                     |  |

### Внутривидовые таксоны
- Berberis vulgaris (Boiss.) Heywood
- Berberis vulgaris f. seroi O.Bolòs & Vigo
- Berberis vulgaris f. spryginii Tzvelev

В более ранних классификациях внутри вида также выделялся ряд самостоятельных форм:
- Berberis vulgaris f. atropurpurea Regel — с тёмно-красно-фиолетовыми чашелистиками. Наиболее часто встречающаяся форма;
- Berberis vulgaris f. marginata Regel — листья с белой каймой по краю;
- Berberis vulgaris f. aureo-marginata Regel — листья золотисто-красные. Форма, редко встречающаяся;
- Berberis vulgaris f. macrophylla hort. — листья крупные;
- Berberis vulgaris f. macrocarpa hort. — плоды более крупные, округлые;
- Berberis vulgaris f. rotundifolia hort. — листья округлые;
- Berberis vulgaris f. serrata С.К.Schneid. — листья глубоко-зубчатые;
- Berberis vulgaris f. arborea hort. — ствол, ветвящийся в верхней части;
- Berberis vulgaris f. lutea Regel — плоды ярко-жёлтые;
- Berberis vulgaris f. alba West. — плоды белые или жёлтые;
- Berberis vulgaris f. enuclea West. — плоды без семян;
- Berberis vulgaris f. dulcis Loud. — плоды слабо кислые, сладковатые;
- Berberis vulgaris f. sulcata K.Koch — побеги сильно ребристые.

### Синонимы
- Berberis abortiva  P.Renault
- Berberis acida  Gilib.
- Berberis aethnensis  Bourg. ex  Willk. &  Lange
- Berberis alba  Poit. &  Turpin
- Berberis angulizans  hort.
- Berberis apyrena  hort. ex  K.Koch
- Berberis arborescens  hort. ex  K.Koch
- Berberis articulata  Loisel.
- Berberis asperma  Poit &  Turpin
- Berberis aurea  Tausch
- Berberis bigelovii  Schrad.
- Berberis corallina  hort.
- Berberis dentata  Tausch
- Berberis dentata var. capitata  Tausch
- Berberis dulcis  hort. ex  K.Koch
- Berberis dumetorum  Gouan
- Berberis edulis  hort. ex  K.Koch
- Berberis elongata  hort.
- Berberis globularis  hort. ex  Lavallée
- Berberis hakodate  hort. ex  Dippel
- Berberis heterophylla  hort. ex  K.Koch
- Berberis innominata  Kielm.
- Berberis irritabilis  Salisb.
- Berberis jacquinii  hort. ex  K.Koch
- Berberis latifolia  Poit. &  Turpin
- Berberis marginata  hort. ex  K.Koch
- Berberis maxima  hort.
- Berberis maximowiczii  Regel
- Berberis microphylla  F.Dietr.
- Berberis mitis  Schrad.
- Berberis nepalensis  hort. ex  K.Koch
- Berberis nitens  Schrad.
- Berberis obovata  Schrad.
- Berberis orientalis  Schneider
- Berberis pangharengensis  hort.
- Berberis pauciflora  Salisb.
- Berberis racemosa  Stokes
- Berberis rubra  Poit. &  Turpin
- Berberis sanguinea  hort. ex  K.Koch
- Berberis sanguinolenta  hort. ex  K.Koch
- Berberis sibirica  hort. ex  Schult.f.
- Berberis sieboldii  hort. ex  Dippel
- Berberis sulcata  K.Koch &  C.D.Bouché
- Berberis sylvestris  Poit. &  Turpin
- Berberis violacea  Poit. &  Turpin
- Berberis vulgaris f. vulgaris  –
- Berberis vulgaris subsp. cantabrica  Rivas Mart., T.E.Díaz, Fern.Prieto, Loidi &  Penas
- Berberis vulgaris subsp. orientalis  (Schneid.)  Takht.
- Berberis vulgaris var. acutifolia  (Prantl)  C.K.Schneid.
- Berberis vulgaris var. alba  DC.
- Berberis vulgaris var. alpestris  Rikli
- Berberis vulgaris var. apyrena  Schrad.
- Berberis vulgaris var. asperma  Willd.
- Berberis vulgaris var. flava  Schrad.
- Berberis vulgaris var. ilicifolia  Schult.f.
- Berberis vulgaris var. innominata  Schult.f.
- Berberis vulgaris var. lutea  DC.
- Berberis vulgaris var. nigra  DC.
- Berberis vulgaris var. orientalis  (C.K.Schneid.)  Grossh.
- Berberis vulgaris var. orientalis  Papava
- Berberis vulgaris var. purpurea  DC.
- Berberis vulgaris var. purpurifolia  Ahrendt
- Berberis vulgaris var. rubra  Willd.
- Berberis vulgaris var. sanguinea  Schrad.
- Berberis vulgaris var. serotina  Schrad.
- Berberis vulgaris var. sulcata  Ahrendt
- Berberis vulgaris var. violacea  Willd.